# Йохан Петер Хебел
Йохан Петер Хебел (на немски: Johann Peter Hebel) е германски писател, теолог и педагог.

## Биография
Йохан Петер Хебел е роден в Базел, където родителите му работят през лятото. След смъртта на майка си през 1773 г. успява с помощта на приятели да завърши гимназия в Карлсруе през 1778 г. и две години да изучава теология. След това става домашен учител, помощник проповедник и през 1798 г. извънреден професор.
Хебел се интересува от ботаника и естествена история. Неговата литературна дейност започва с „Алемански стихотворения“ („Allemannische Gedichte“) (1803). Така става първопроходец в изследванията върху литературата на алеманските диалекти. Друга известна негова творба е поучителните „Календарни истории“ („Kalendergeschichten“) (1803–1811), вдъхновили през XX век едноименен сборник на Бертолт Брехт.
През късните години от живота си Хебел все повече се посвещава на религията и през 1819 г. става прелат, но желанието му да получи място на енорийски свещеник никога не се изпълнява.
Последните творби на Хебел са библейски истории за млади читатели, които служат като учебници до 1855 г.
Йохан Петер Хебел умира през 1826 г. в Швецинген. Литературното му дело намира похвални думи от Гьоте, Толстой, Готфрид Келер, Херман Хесе, Мартин Хайдегер и много други писатели.

## Признание
В негова чест провинция Баден-Вюртемберг учредява през 1935 г. литературната награда „Йохан Петер Хебел“. Присъжда се на писатели, преводачи, есеисти, медийни дейци или учени, които в публицистичното си творчество са свързани с алеманското езиково пространство или с писателя Йохан Петер Хебел. Сред наградените личат имената на Алберт Швайцер (1951), Мартин Хайдегер (1960), Мари Луизе Кашниц (1970) и Елиас Канети (1980).